# Glauco Vanz
Glauco Vanz (Mantova, 10 agosto 1920 – Bologna, 28 settembre 1986) è stato un calciatore italiano, di ruolo portiere.

## Biografia
Era conosciuto come Vanz I, aveva tre fratelli tutti calciatori, Alessandro Vanz II, Iramo Vanz III e Gianni Vanz IV.

## Carriera
Dopo aver mosso i primi passi nella Pro Calcio Mantova, Vanz si trasferì al Bologna, società nella quale trascorse quasi tutta la sua carriera. In maglia rossoblu, nel ruolo di riserva di Ferrari, vinse lo scudetto 1940-1941, collezionando 5 presenze. Nella stagione 1946-1947 riuscì a mantenere inviolata la porta per sette partite consecutive, raggiungendo un record personale di 663 minuti d'imbattibilità. Nel 1948 fece parte della spedizione italiana alle olimpiadi di Londra.
Chiuse la carriera disputando una stagione nel Bari e una nel Giulianova, entrambe in IV Serie
Dopo qualche esperienza in panchina come allenatore iniziata nel Castel San Pietro Terme, abbandonò il calcio stabilendosi definitivamente a Bologna dove è morto nel 1986 all'età di 66 anni.

## Palmarès

### Club

#### Competizioni nazionali
- Campionato italiano: 1

Bologna: 1940-1941
- Coppa Alta Italia: 1

Bologna: 1945-1946